# Tertuliano Solon Brandão
Tertuliano Solon Brandão (Pedro II, 2 de fevereiro de 1918 — Teresina, 10 de maio de 1980) foi um militar, funcionário público e político brasileiro que foi prefeito de sua cidade natal e deputado estadual pelo Piauí.

## Dados biográficos
Filho de Tertuliano Brandão Filho e Joana Cardoso Brandão. Oficial da reserva do Exército Brasileiro, foi ainda auditor fiscal lotado na Secretaria de Fazenda do estado do Piauí. Filiado ao PSP, foi eleito prefeito de Pedro II em 1958 e deputado estadual em 1962 e 1966 e durante seu mandato parlamentar ingressou na ARENA em apoio ao Regime Militar de 1964.
Irmão do agropecuarista Milton Brandão, que também fez carreira política no estado do Piauí.